# Embalse de Kumsong
El embalse de Kumsong es un lago artificial ubicado al lado de la ciudad de Tokchon, al norte de la provincia de Pyongan del Sur, Corea del Norte. El embalse fue construido en 1982 inundando una parte exterior de los terrenos que formaban parte del actual Tokchon, en el cauce del río Taedong y a la falda de la montaña Myohyang, tanto para evitar las inundaciones que algunas localidades sufrían como para generar energía gracias a la estación hidroeléctrica instalada. La zona recibe notables precipitaciones.